# ボース粒子
ボース粒子 (ボースりゅうし、Boson、英語発音: [bóʊsɑn]（ボゥソン)) とは、量子力学においてスピン角運動量の大きさに基づいて粒子を分類するときの呼称であり、{\displaystyle \hbar }の整数倍のスピンを伴う粒子の総称である。
その名称はインドの物理学者、サティエンドラ・ボース (Satyendra Nath Bose) に由来する。日本語ではボソンまたはボゾン とも呼ばれる。

## 複数のボース粒子の系

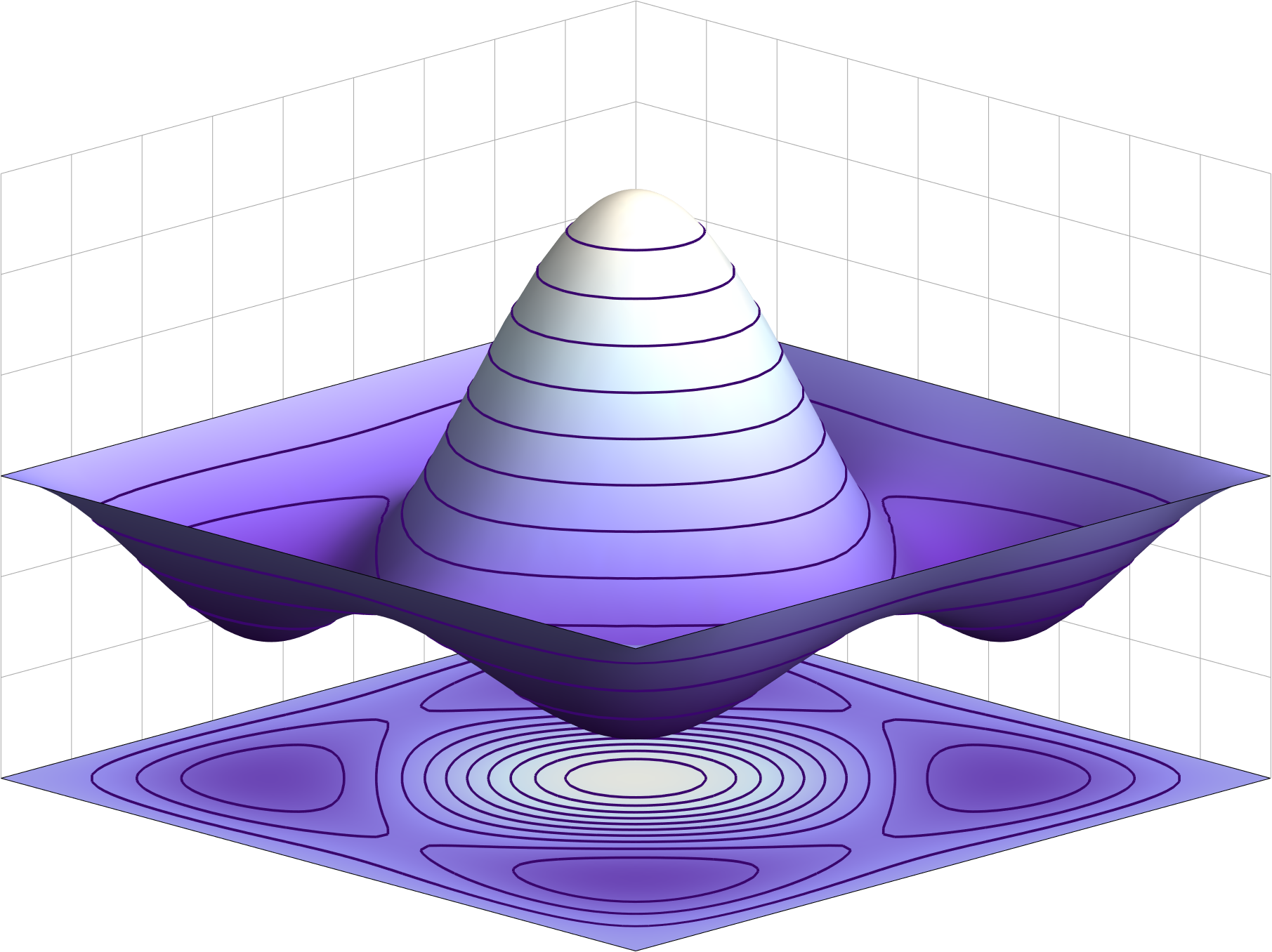
ボソンの二粒子状態に対応する対称な波動関数

場の量子論から、整数スピンを持つ粒子は、2つの同種粒子を入れ替えたとき、波動関数の符号が変化しない。つまり複数の同種のボース粒子からなる系の全波動関数を ψ, i 番目の粒子の座標を xi としたとき、
{\displaystyle {\psi }(\ldots ,x_{i},\ldots ,x_{j},\ldots )={\psi }(\ldots ,x_{j},\ldots ,x_{i},\ldots )}
のように i 番目と j 番目の粒子を入れ替えても、波動関数の正負が逆転しない。
すなわち、2つのボース粒子があってそれぞれの1粒子の波動関数が φ ,χ と表せるなら、2つのボース粒子の全波動関数は単に、
{\displaystyle \psi (x_{1},x_{2})=\phi (x_{1})\chi (x_{2})}
ではなく、この入れ替えについての性質から
{\displaystyle \psi (x_{1},x_{2})=\phi (x_{1})\chi (x_{2})+\phi (x_{2})\chi (x_{1})}
と表されなくてはならない。
フェルミ粒子と異なり、ボース粒子には2つの粒子が同じ1粒子波動関数をとっている
{\displaystyle \psi (x_{1},x_{2})=\phi (x_{1})\phi (x_{2})}
のような状態が許される。すなわち、1つの体系内であっても同一の量子状態をいくつもの粒子がとりうる。この規則から、熱平衡状態にある1種類のボース粒子群からなる体系の従う量子統計が導かれ、これをボース=アインシュタイン統計という。

## ボース粒子の例
素粒子の間の相互作用を媒介するゲージ粒子である光子、ウィークボソン、グルーオン (いずれもスピン1) はボース粒子に分類される。入射光を完全に吸収する物体である黒体からの光の輻射の振動数分布 (プランク分布) はボース=アインシュタイン統計から導かれる。
未発見の粒子について、重力を媒介するゲージ粒子の重力子 (グラビトン) がスピン2のボース粒子と考えられている。
質量を担うヒッグス粒子はスピン0のボース粒子である。
中間子はすべてボース粒子である。π中間子やK中間子、D中間子、B中間子はスピン0、ρ中間子、ω中間子、φ中間子、J/ψ中間子はスピン1である。
また、凝縮物質の物理に現れるフォノンやマグノンのような準粒子、超伝導に関与するクーパー対もボース=アインシュタイン統計に従う。

## ボース粒子の多体系
ボース粒子の多体系とみなせる系として、２つの型がある
。
１つ目の型は、粒子が有限の質量を持ち、ボース粒子数が保存されるものである。この系の唯一の実例は液体ヘリウムである。
２つ目の型は、粒子が質量を持たず、ボース粒子数が保存されないものである。この例として光子や、固体内のフォノンがある。
このほかにもボース系の例は多くある。フェルミ粒子的な性格の強い系の中にも、フォノンに似た素励起が存在しうる。また強磁性体や反強磁性体においてもフォノンに似た素励起が重要となり、スピン波と呼ばれ、ボース粒子のように振る舞う。